# Nikon F90
La Nikon F90 (coneguda com a N90 als Estats Units) és una càmera SLR de 35mm fabricada entre 1992 i 2001 que va substituir a l'anterior Nikon F-801 (N8008 als EUA). En el moment del seu llançament, es va destacar per la seva ràpida velocitat d'enfocament automàtic en comparació amb els models anteriors de Nikon, que s'havien quedat per darrere de les de Canon. Així doncs, es va veure com una mesura "stop" per evitar la migració massiva, cap a Canon, de fotògrafs professionals que utilitzaven Nikon, ja que la següent càmera totalment professional de Nikon, la F5, no estava encara a punt per al seu llançament. La Nikon F4, el model professional disponible en el moment del llançament de la F90, tenia un enfocament automàtic molt lent en comparació amb les SLR d'enfocament automàtic de Canon.
El sistema d'enfocament automàtic de la Nikon F90 estava impulsat per un petit motor al cos de la càmera que movia la lent mitjançant un enllaç mecànic, a diferència del sistema d'enfocament automàtic de Canon, que utilitzava motors integrats a cada objectiu. També va ser la primera Nikon SLR que va interoperar amb la primera generació d'objectius Nikkor amb motor d'enfocament intern.

## F90x

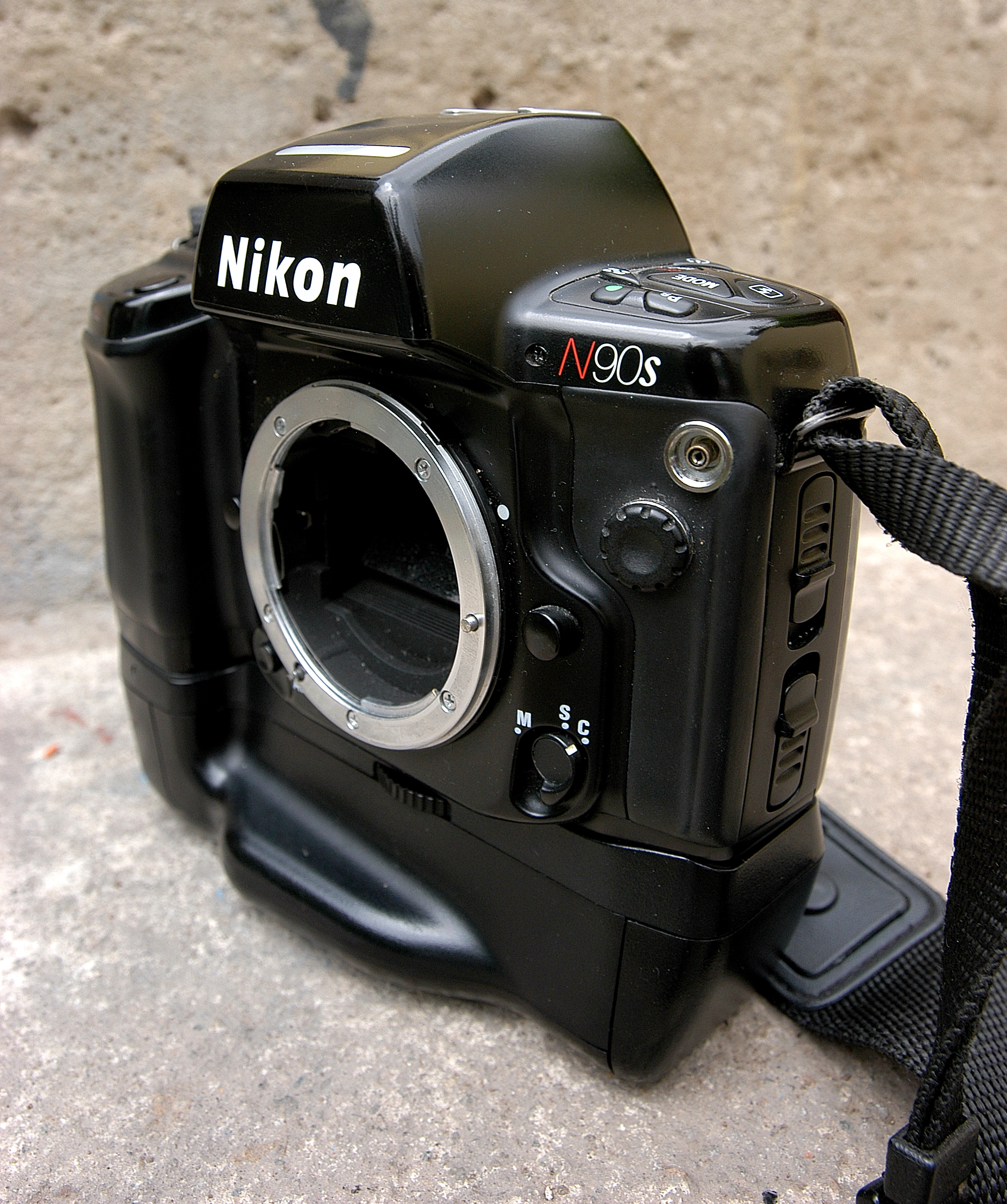
Nikon N90s amb empunyadura de bateria MB10

La Nikon F90x (N90s als EUA) era una versió lleugerament millorada de la F90. Les diferències incloïen un enfocament automàtic més ràpid i més precís i ajustos de la velocitat de l'obturador en terços en comparació amb els increments en unitats de la F90. Addicionalment es va augmentar la velocitat de fotogrames, juntament amb diverses altres actualitzacions menors. També es va millorar el segellat meteorològic. A més a més, es va eliminar la funció de bips de la F90.
Tot i no estar destinada al mercat professional, la Nikon F90 i la seva actualització, la F90x, es van construir amb un alt nivell i eren (i encara són) utilitzades per molts professionals.
Tanmateix, molts cossos F90 i F90x tenien problemes amb la part posterior de goma, on el recobriment de goma començava a pelar-se o es convertiria en un producte enganxós. La goma al voltant de l'empunyadura i altres parts no es va veure afectada. Això no va afectar la funcionalitat de la part posterior, però va suposar una molèstia per als usuaris. No obstant això, el recobriment de goma es pot treure (un cop la porta s'hagi desenganxat i retirat de manera segura del cos de la càmera) fregant suaument amb una tovallola de microfibra o similar mullada amb abundant alcohol isopropílic. Aquest procediment elimina el recobriment superior de goma sense afectar l'acabat superficial del plàstic subjacent o de la finestra de visualització de la pel·lícula transparent. Les icones impreses en blanc "Programa Vari" tampoc no queden afectades. El resultat final és un acabat semibrillant dur igual que la placa superior de la càmera.

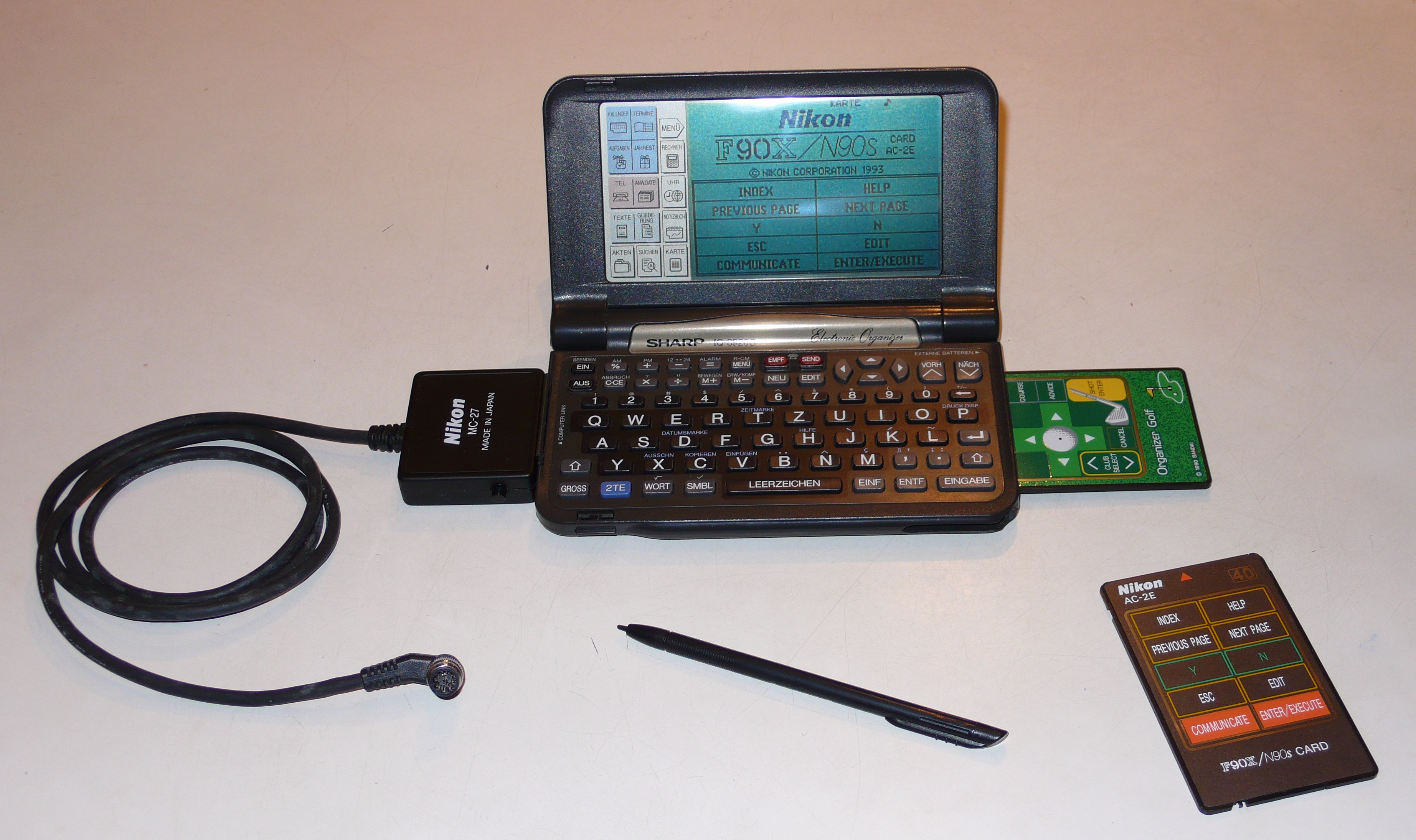
Sistema d'enllaç de dades Nikon AC-2E (1993)

## Accessoris
Tota la gamma Nikon N90, F90, N90s i F90x tenien alguns accessoris que milloren l'ús d'aquestes càmeres
Mòdul de bateria MB-10 que porta 4 piles AA i que s'adapta a la base de la càmera. El mòdul MB-10 va afegir un obturador d'adherència vertical i proporciona una àrea d'adherència més gran que és especialment útil quan es munta una lent gran al cos. El MB-10 només funciona completament als models F90x i N90s. Els models normals N90 i F90 accepten el MB10, però els controls de l'obturador vertical no funcionaran, ja que no tenen els contactes elèctrics interns necessaris al departament de la bateria. Com que el MB-10 funciona exactament a partir de les mateixes 4 cel·les "AA" que el cos de la càmera per si sol, no hi ha augment de la velocitat de dispar continu ni de la velocitat AF com en algunes càmeres com la F4 / F4S. L'adherència és simplement una característica de comoditat i maneig. La velocitat operativa, la durada de la bateria i la velocitat de fotogrames de la F90X continuen sent idèntiques amb o sense el MB-10.
Mòdul posterior de dades MF-26, que permet a l'usuari canviar la configuració de la càmera a petició i sense utilitzar un ordinador, crea un conjunt potent per a la fotografia de pel·lícula 35mm. Un MF-26 totalment programable amplia l'opció de la càmera incloent exposició múltiple, mode d'interval i retard, temps d'exposició molt llargs (fins a 12 h), pot ser que no sigui continu si la poseu en zones horàries mundials automàtiques, bracketing d'exposició amb flaix i impressió de dades. .
La F90 (i la posterior F90x) inclou un endoll de disparament remot de 10 pins MC-30 que està disponible com a disparador remot amb cable i el ML-3 s'ofereix com a opció sense fil. El MC-20 més antic també està disponible.
Una molèstia menor amb la càmera és que les tapes de la coberta de l'endoll del control remot i les preses de sincronització de PC no estan lligades al cos i, per tant, són molt fàcils de perdre o perdre's durant l'ús. Afortunadament, aquests taps són comuns a molts models de Nikon (F100, D2, etc.) i, per tant, estan disponibles de manera fàcil i econòmica.

## Kodak DCS 400

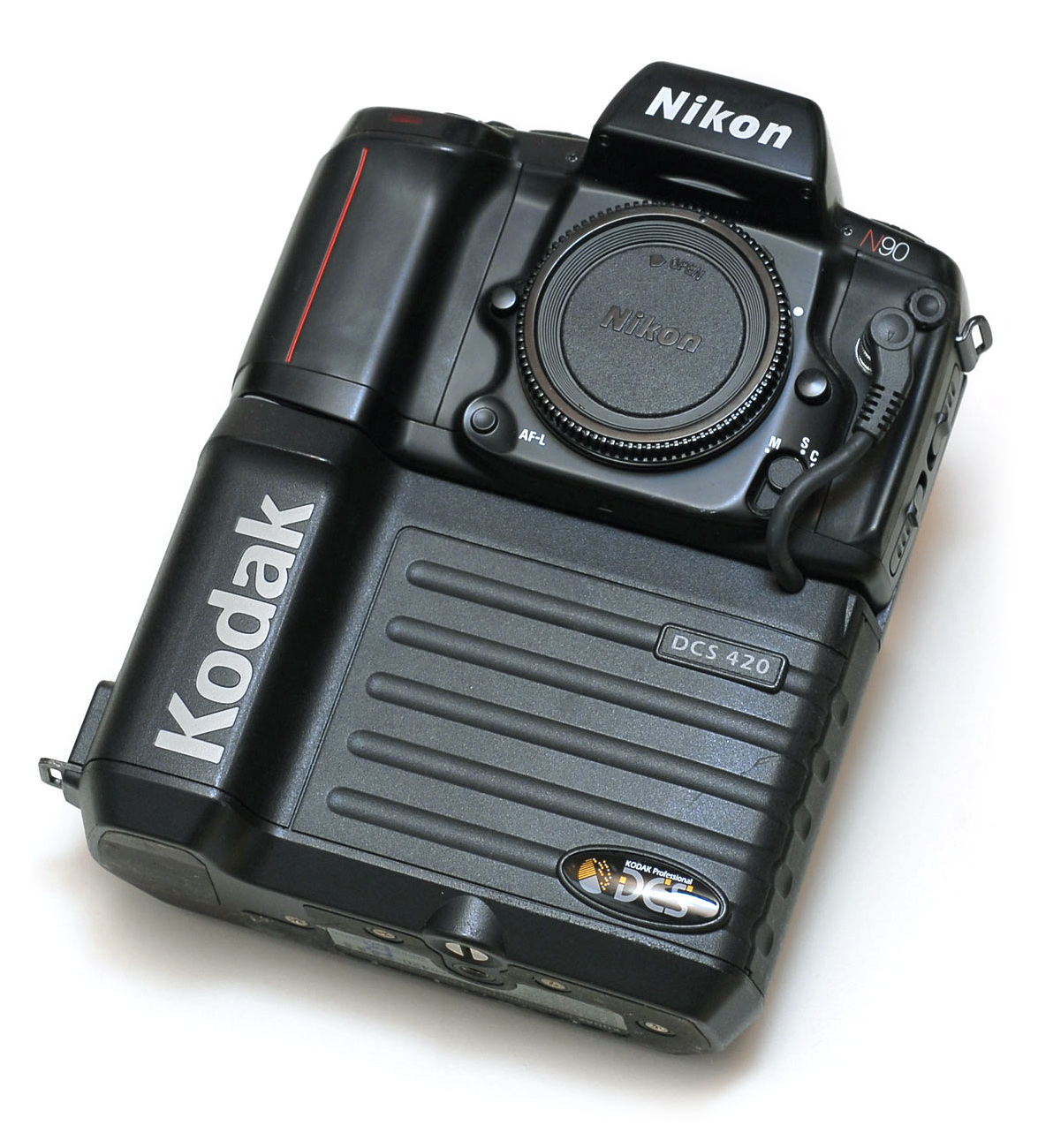
La Kodak DCS 420 es basava en un cos Nikon N90 amb una càmera digital dissenyada per Kodak adjunta al darrere.

En col·laboració amb Nikon, Kodak va utilitzar cossos F90 i F90s com a base per a la sèrie de reflex digitals Kodak DCS 400. La DCS 410 i els primers models DCS 420 usaven el cos F90 (com la N90), i els posteriors DCS 420, DCS 460 i NC2000 utilitzaven el F90x (insígnia N90). Les càmeres es van muntar, amb petites modificacions, sobre una part posterior digital Kodak.
El sistema de càmeres digitals basat en Kodak/Nikon N90S va ser comprat per la NASA i usat tant als programes del transbordador espacial com a l'Estació Espacial Internacional.

## Compatibilitat
La F90/F90x utilitza lents amb la muntura Nikon F.
La F90 és la primera càmera que admet la mesura de flaix TTL 3D amb lents D.
Les lents G més noves sense anells d'obertura només funcionen completament en els modes de prioritat d'obturador i de programa. Funciona amb les G amb prioritat manual o d'obertura, però només amb l'obertura mínima.
A diferència dels anteriors F-801/F-801, el F90/F90x admet l'enfocament automàtic amb les lents de la sèrie AF-I/AF-S amb motors integrats.
No es recomanen les lents DX, ja que no cobreixen tot el marc de 35 mm i provocarien vinyetes; de fet, a part d'això, funcionen si es volen usar.
Les lents d'enfocament manual funcionen si es converteixen AI, tot i que només hi ha disponible una mesura ponderada central i puntual. Les fletxes de la cantonada inferior esquerra del visor s'usen per comprovar l'enfocament. Les lents AI-P, però, permeten la mesura matricial. Les lents que no siguin AI danyaran la càmera si es munten i l'usuari no hauria d'intentar muntar-les.